# تأثير إتيفوس
تأثير إيتفوس هو التغيير في تصور قوة الجاذبية التي نجمت عن تغيير في تسارع الطرد المركزي الناتجة عن سرعة شرقا أو غربا. عندما تتحرك شرقا، وتزداد السرعة الزاوية للجسم المتحرك (بالإضافة إلى دوران الأرض)، وبالتالي يزيد من قوة الطرد المركزي أيضا، مما تسبب في انخفاض ملموس في قوة الجاذبية.
في 1900s في وقت مبكر (العقد)، قام فريق ألماني من معهد الجيوديسيا في بوتسدام قياسات الجاذبية على تحريك السفن في المحيط الأطلسي، المحيطين الهندي والهادئ. أثناء الدراسة نتائجها لاحظ النبيل الهنغاري والفيزيائي البارون فون رولان إيتفوس (see Loránd Eötvös)(1848-1919) أن القراءات كانت أقل عندما تحرك القارب شرقا، وهي نسبة أعلى عندما انتقلت غربا. وحدد هذا في المقام الأول نتيجة لدوران الأرض. في عام 1908 تم إجراء قياسات جديدة في البحر الأسود على سفينتين، واحدة تتجه شرقا وغربا واحدة. النتائج تثبت ادعاءإيتفوس '. ومنذ ذلك الحين الجيوديسيا استخدام الصيغة التالية لتصحيح السرعة النسبية إلى الأرض خلال شوط القياس.